# Eduard Spranger
Eduard Spranger (Berlin-Lichterfelde, 1882. június 27. – Tübingen, 1963. szeptember 17.) német filozófus, pedagógus és pszichológus, a porosz Tudományos Akadémia tagja, elnöke, egyetemi tanár, a 20. század egyik nagy hatású gondolkodója.

## Élete
Nevelőapja családi nevét vette fel – Alap- és középiskolai tanulmányait Berlinben végezte (Dorotheenstädtische Realgymnasium; Gray kolostor gimnáziuma). Érettségi után a berlini Humboldt Egyetemen tanult (filozófia, gyermekpszichológia, pedagógia, történelem, közgazdaságtan, jog, teológia, német nyelv, zeneelmélet). Tanára volt Friedrich Paulsen, Wilhelm Dilthey, Eric Schmidt és Otto Hintze. Paulsennél doktorált (Die erkenntnistheoretischen und psychologischen Grundlagen der Geschichtswissenschaft – A történettudomány ismeretelméleti és pszichológiai alapjai – 1905) és a berlini egyetemen habilitálták a filozófia és pedagógia magántanárává (Wilhelm von Humboldt und die Humanitätsidee – Wilhelm von Humboldt és a humanitáseszmény – 1909).
Egy magán felső-leányiskola tanáraként tanított Berlinben (1908–1911). Meghívták a lipcsei egyetemre és ott a filozófia és pedagógia oktatója volt (1911–1920). Közben 1917-től a porosz oktatási minisztériumban tanácsadói feladatot látott el, majd a filozófia és a pedagógia professzora lett a berlini egyetemen (1920). 1925-től a Porosz Tudományos Akadémia tagja (később elnöke) lett. – Már 1933 tavaszán szembekerült a nemzetiszocialista hatalom politikai törekvéseivel, felfüggesztették a minisztériumban tanácsadói munkájából, ám megtarthatta egyetemi katedráját, ahol, a lehetőségekhez képest, a porosz nemzeti konzervatív hagyomány eszmeiségének egyik képviselője maradt. 1936/1937-ben egyetemi vendégprofesszorként Japánban tartózkodott. 1939-es Németországba visszatérte után a politikai diktatúrával szemben a tudomány szabadságának szükségességét hangoztatta. 1934-től tagja volt az un. Szerdai-társaságnak (Mittwochsgesellschaft), amely konzervatív-porosz ellenzéki, Hitler-ellenes tudós asztaltársaság, s tagjai érintkezésben voltak az 1944. július 20-i, Hitler elleni merénylet egyes szervezőivel. A merénylet után letartóztatta a Gestapo. A fogságból a németországi japán nagykövet közbenjárására szabadult.
A második világháborút követően elsőnek bízták meg a berlini Humboldt Egyetem rektori teendőinek ellátásával. 1945-ben, csak rövid ideig volt rektor, már októberben felmentették, berlini lakását elkobozták. Rövidesen Tübingenbe költözött és 1946-tól az ottani egyetem professzora volt. 1948-ban a Berlin-Dahlemben megnyíló Szabad Egyetem rektorságát ajánlották fel neki, de azt nem vállalta el. Tübingenben nyugdíjazása (1950) után, 1958-ig, tartott előadásokat az egyetemen, és később is végzett kutatói, szerkesztői munkát.
1963. szeptember 17-én Tübingenben halt meg; ott temették el.

## Munkássága[1]

### Pszichológiája
Diltheytől és az értékelmélettől, részben a fenomenológia által is befolyásolva az ún. szellemtudományi vagy megértő pszichológia megalapítója. A lelki jelenségeket, amelyekben a lelkiség megnyilvánul, vagy amelyek a lelkiség kifejezőjének tekinthetők, szerinte nem izolálva, hanem értékvonatkozásukban, értelmükben, jelenségükben vagyis struktúrájukban kell vizsgálni. A struktúra pszichikai összefüggést, kölcsönös egymásra-vonatkozást, a személyiség egészét jelenti, amely az érték általános, személyiség-feletti jegyein orientálódott, vagyis érték-vonatkoztatott. Ennek a szubjektív, személyes értékvonatkoztatásnak hat típusát különböztette meg, amelyet életformáknak (Lebensformen) nevezett. Rendszeres vizsgálatukban a személyes élmény (illetve aktusráirányulás) és annak kifejezése (vagyis a kultúrprodukció iránya) közti megfelelésekre szükséges rámutatni. Az életformák típusai: 
- elméleti (teoretikus) típus: a valósághoz való megismerő, tisztán objektív viszonyulás jellemzi.
- ökonomikus (gazdasági) típus: az élet fenntartása és továbbvitele szempontjából jelentkező haszonelvűségre fordítja a figyelmet.
- szociális típus: jellemzője a másik ember felé fordulás és a szeretet.
- politikai (hatalmi) típus: az önelfogadás és -igenlés, vitalitás és energikusság jellemzi, minden értéket saját hatalmának szolgálatába állít.
- esztétikai típus: az érdekli, ami érzéki, konkrét, képszerű, minden benyomását képes alkotásban kifejezni.
- vallási típus: azt tekinti abszolút értéknek, ami az élet egésze szempontjából fontos.

A fenti ideáltípusokon túl leírja az ún. komplex típusokat; ezek a technikai, jogi, pedagógiai.
A vizsgálódásnak ezt a területét a szubjektív szellem területének tekintette, s ettől megkülönböztette az objektív szellemnek (vagyis kultúrának) a birodalmát, melynek felfogásában és értelmezésében Hegel hatás figyelhető meg nála. A kultúra valamennyi területe (tudomány, gazdaság, társadalom, politika, művészet, vallás) alá van rendelve az alrendszerek sajátosságaiból adódó értékszabályoknak. Ezek nem genetikai, hanem normatív törvények, az egyes értékek mércéi: a normák olyan ideális rendszerét alkotják, amelyek az egyén lelki életében az emberiség eszméjeként, az egyén feletti szellemi alkotásokban kultúraként jelennek meg. Az egyéni és a felette álló szellemi struktúrák vizsgálatára, értelmezésére szolgál a megértés, ami valamely szellemi összefüggés értékviszonyainak feltárását jelenti.
Ez a megértési folyamat függ az egyén szellemi fejlettségének színvonalától, valamint az adott kor szellemi tudatosítási szintjétől. A megértés adja a szellemtudomány nevelő erejét, átalakítja az egyén értéktudatát, tökéletesíti eszméit, helyesbíti normatudatát. A kultúra alkotásai, a múlt értékei fejlesztik alkotóerejét, ezáltal fejtik ki alakító, nevelő hatásukat.
Az ifjúkor lelki életének vizsgálatában ezek a metodikai és elvi szempontok vezették, így tulajdonképpen (az ú. n. egzakt, törvényszerűségeket kereső ifjúkori pszichológiával szemben) a magatartásformákat, életirányulásokat kifejlődésükben mutatta be. Az ifjú fejlődése az értékorientációk változásaiban jelenik meg, abban, hogy az ember állandó öntökéletesítésre törekszik. A személyiség kibontakozása az egyén feletti értékekre való nagyobb nyitottságban nyilvánul meg, az egyéniség az egyetemességre irányuló törekvésben fejeződik ki igazán.

### Pedagógiája
A pedagógia mint tudomány a kultúrfilozófiának egyik, mégpedig önálló fejezete s ennyiben támaszkodik a szubjektív szellem ismeretére, az objektív kultúra tartalmának és formáinak (mint történetileg megvalósított és bizonyos társas szervezetek által fennállásukban biztosított értékrendszernek) megértésére, továbbá e két tényező összefüggésének kritikai szemleletére (az úgynevezett "normatív szellem" elméletére). A nevelési folyamat valamilyen kultúrösszefüggés egészébe illeszkedik bele, így a nevelés elmélete mint a kultúrpedagógia, a maga felépítése céljából valamennyi kultúrtudományt tárgykörébe vonja.
A nevelés feladata, hogy az objektív értékalakzatokat, vagyis a történetileg megvalósult kultúra tartalmát ismét az életbe vezesse vissza, vagyis a szubjektum élményévé, magatartásának formálójává tegye őket és ezzel aktivitásukat az elsajátító szubjektumon keresztül biztosítsa. A nevelési folyamat a kultúra értékeinek átadásával az egyénben annak személyes értékeit felszínre kell hoznia. Ilyen értelemben a nevelés nem jelenti csupán a tananyag átadását, hanem párosulnia kell a belső erők kifejlesztésével, vagyis a nevelés lényegét a művelés (Bildung) folyamata fejezi ki, melynek célja az emberi személyiség megteremtése az egyéni kultúra kialakításán keresztül, az objektív értékek elsajátítása és a szellemi erők sokoldalú gyakoroltatása útján. – A pedagógia ilyenformán a legszélesebben értelmezett (tehát nemcsak a kiskorúakra kiterjeszkedő) művelődéselmélet. Felépítésében hármas szempont érvényesül:
1. A normatív szempont a művelődési eszmény és a művelődési javak kérdése: a történelmileg kialakult eszmények kritikája alapján a mindenkori történeti helyzetnek adekvát eszmények kialakítása, megfogalmazása. A művelődés a kultúrától függ, így a történelem során a nevelés formáinak, stílusainak, eszményeinek nagy változatossága alakult ki. A nevelés "örök típusai" úgy jönnek létre, hogy az élet valamely értékét abszolút értékűnek tekintünk s ez alá rendezzük a többi értéket. Ennek alapjain a pszichológiai ideáltípusokhoz hasonlóan írhatók le a művelődési rendszerek.
- A teoretikus művelődési rendszer legfőbb célja a tiszta megismerés, ezért a legnagyobb hangsúlyt a tudományos anyagra és a megismerésre helyezi. Eszménye a formális képzés és az elméleti gondolkodásba történő bevezetés. A művelődés legfőbb javának az elméleti tudást tekinti, melynek elsajátítását segíti elő az iskola. Nagy veszélye, hogy elszakad az élettől, túlbecsüli a kontemplációt és túlhangsúlyozza a megismerést.
- A utilitarisztikus művelődési rendszer csak annak tulajdonít jelentőséget, ami "fenntartja" az életet, azaz ami az élet szempontjából "hasznos". Ennek értelmében a legfőbb művelődési javaknak a gazdaságilag fontos készségeket és ismereteket tekinti. Az embert a társadalom hasznos tagjává akarja nevelni, ezért erre a célra nem az iskolát, hanem a műhelyt tartja a legalkalmasabbnak.
- A társadalmi és politikai nevelési rendszerek ideális típusai tisztán formális jellegűek, mert értelmüket az együttműködés foka és tartalma adja meg. Nem képzelhető el, hogy a szolidaritás, kölcsönösség, altruizmus, szimpátia segítségével a nevelés önálló rendszerét fel lehet építeni. A társadalmi-politikai nevelési rendszer alapja kizárólag a vallási-metafizikai jellegű élet teljes tartalma lehet.
- Az esztétikai művelődési rendszer arra törekszik, hogy kialakítsa az ember esztétikai jellegű lelki struktúráját, összehangolja az élmények anyaga és az élményeket átélő pszichikum tartalmait, ezáltal az egyénnek esztétikai világképet adjon. A főbb művelődési javak ebben az esetben a képzőművészet, zene, szépirodalom művészi kifejezési formái és eszméi.

2. A pszichológiai szempont a nevelő személyiségének és a művelődés lehetőségének kérdését teszi kutatás tárgyává: a nevelő és növendék kölcsönös viszonyának – a nevelői hatás feltételeinek, módjainak és korlátinak, a növendék személyiségének és a különböző nevelői típusoknak vizsgálatát adja.
3. A szociológiai szempont érvényesül a művelődési közösség, a művelődési szervezetek és intézmények vizsgálatakor. A nevelő közösségek közül kiemelt szerepe van a nemzetnek, amely nyelvi közösségként az élet biológiai és kulturális területeinek határán áll. A nyelv kapocs, amely a természetet összeköti a kultúrával, összekapcsolja az egyes nemzedékeket és így a kulturális hagyomány átszármaztatásának is eszköze. A nemzet kulturális egység és közös erkölcsi cél, ezért a nevelésnek a növendékekben fel kell ébresztenie a közös felelősséget és át kell hatnia őket a nemzeti élet szellemi tartalmával.
Az állampolgári nevelésnek is fontos szerepe a nevelés feladatrendszerében. Az állam a "kollektív hatalom kibontakozó erkölcsisége", azonos a jogállammal, illetve a kultúrállammal. Az állampolgári-politikai nevelés legfontosabb feladatai:
- A különböző nevelési eszközök segítségével ki kell alakítania az egyénben a szolidaritás, az állam iránti szabad erkölcsi engedelmesség érzését.
- Ki kell alakítania az erkölcsi akarat és a határozott döntés erejének tudatát – a nevelés fontos feladata tehát az államon belüli helyes egyéni szabadság kialakítása.
- Az egyénben fel kell ébreszteni a jog megbecsülését és ki kell alakítani az ezzel összhangban álló gondolkodásmódot.
- Tartóssá kell tennie a nemzet- és hazaszeretet érzését.
- Be kell vezetnie a növendéket a legtágabb értelemben vett kulturális munkába.

E tényezők fejlesztésén kell munkálkodnia az egész iskolai életnek és az ifjúsági szervezeteknek. Ennek a feladatnak didaktikai megvalósítását szolgálják a haza földjéről szóló ismeretek, az elmélyült földrajzoktatás és a honismereti kirándulások. Az állampolgári-politikai nevelésnek nem szabad az európai kultúra humanisztikus értékeitől elszakadnia, amelynek legfőbb jegyei: az egyéniség tisztelete, a totalitás és egyetemesség.

### Hatása
Pszichológiai és pedagógiai koncepciója nagy hatással volt e tudományterületek további fejlődésére. Sokat tett annak a gondolatnak a meghonosításáért, hogy a kultúra jelenségeit pszichológiai jelenségekként is értelmezni szükséges és a nevelési tevékenység megértésénél, irányításánál ugyancsak alapvető fontossággal szükséges figyelembe venni a kultúrát. Felfogása egyaránt megtermékenyítően hatott a személyiség-lélektani kutatásokra és a pedagógiai gondolkodásra, elméletre. A pszichológiai felfogására alapozva dolgozták ki az empirikus értékpreferencia vizsgálatokat. Elterjedt, általánosan elfogadott lett a sprangeri önmagát változtatni képes, a totalitásra törekvő ember képe a humanisztikus pszichológiákban, melyek újra felfedezik az embert, mint potenciális lehetőséget, és ezeknek a pszichológiáknak a szemlélete, eredményei beépülnek napjaink humanisztikus pedagógiájának gyakorlatába.

## Magyarországi kapcsolatai
A 20. század első évtizedében Kornis Gyula Dilthey történetfilozófiájához kapcsolódva már ismerte Spranger kultúr(szellem)történeti törekvéseit. Valószínű ekkor tájt személyesen is megismerkedettek. Tartózkodón, de az 1920-as évek derekán Fináczy Ernő Európa jelentős gondolkodójának tartja őt, és dicsérte tanítványát, Prohászka Lajost, aki 1924-ben a berlini Collegium Hungaricum ösztöndíjasaként rendszeresen látogatta a berlini egyetemen Spranger előadásait. Spranger és Prohászka mester-tanítványi kapcsolata tudóstársi, majd tisztelő, egymásra figyelő viszonnyá alakult. Halálukig – mindketten 1963-ban haltak meg – leveleztek egymással. A személyes ismeretség kiszélesedett, és az 1930-as években, illetve a 2. világháború alatt magyarországi–németországi szellemtudományok közti kapcsolattá erősödött. – Spranger többször járt Magyarországon. Részt vett, mint a berlini egyetem képviselője, a budapesti Magyar Királyi Pázmány Péter Tudományegyetem alapítása 300. évfordulójának ünnepségein, amikor az egyetem díszdoktorává avatták. Nemcsak az egyetem, de a magyar és a porosz Akadémia közti kapcsolat ugyancsak kötődhet személyéhez. – A Magyar Paedagogia folyóiratban Kemény Ferenc recenziói állandó, folyamatos tájékoztatást adtak Spranger újabb és újabb pedagógiai munkáiról. Így szinte természetes, hogy Spranger 1930-tól nemcsak a Magyar Paedagogiai Társaság tiszteleti tagja volt, de részt vett a Pedagógiai Lexikon 2. részének (II. kötet – 1936) munkájában is. – 1946/1947 után csak az egymásról tudó magánlevelezés maradt, a valamikor tudományi szempontból értékes, jelentős kapcsolatból. A kultúrpedagógia gondolatisága feledésbe merült, és az abból építkező nevelési gyakorlat ismeretlen lett Magyarországon.

## Emlékezete
Több németországi városban egy-egy, különböző képzési fokozatú iskola vette fel a nevét. Így "Eduard Spranger" iskola található az alábbi városokban:
- Berlin
- Emmendingen (Freiburg im Beisgau)
- Frankfurt am Main
- Freudenstadt
- Gelsenkirchen
- Hamm
- Landau
- Mannheim
- München
- Oberderdingen
- Reutlingen

Utcát neveztek el róla: Berlinben (Eduard Spranger Promenade), Tübingenben, Münchenben, Ludwigsburgban, Leverkusenben stb.

## Műveiből
- Die Grundlagen der Geschichtswissenschaft. Eine erkenntnistheoretisch-psychologische Untersuchung
- Wilhelm von Humboldt und die Humanitätsidee
- Die Idee einer Hochschule für Frauen und die Frauenbewegung
- Kultur und Erziehung. Gesammelte pädagogische Aufsätze
- Lebensformen. Geisteswissenschaftliche Psychologie und Ethik der Persönlichkeit
- Psychologie des Jugendalters
- Über Gefährdung und Erneuerung der deutschen Universität
- Volk, Staat und Erziehung. Gesammelte Reden und Aufsätze
- Schillers Geistesart, gespiegelt in seinen philosophischen Schriften und Gedichten
- Die Magie der Seele. Religionsphilosophische Vorspiele
- Pestalozzis Denkformen
- Goethes Weltanschauung. Reden und Aufsätze
- Zur Geschichte der deutschen Volksschule
- Aus Friedrich Fröbels Gedankenwelt
- Pädagogische Perspektiven. Beiträge zu Erziehungsfragen der Gegenwart
- Kulturfragen der Gegenwart
- Gedanken zur Daseinsgestaltung (aus Vorträge, Abhandlungen und Schriften)
- Mein Konflikt mit der Hitler-Regierung 1933
- Der geborene Erzieher
- Der Philosoph von Sanssouci
- Das Gesetz der ungewollten Nebenwirkungen in der Erziehung
- Menschenleben und Menschheitsfragen. Gesammelte Rundfunkrede
- Briefe 1901 –1963

### Magyarul olvasható írásai
- Az ifjúkor lélektana (ford.: Nagy Miklós és Péter Zoltán) – Török nyomda, VIII. Mezőtúr, 1929
- Kultúrfilozófia; kultúrpedagógia (szócikkek) – In.: Pedagógiai lexikon II. rész – Révai Irodalmi Intézet kiadása, Budapest, 1936
- Közerkölcs és személyes erkölcsiség (ford.: Prohászka Lajos) – Magyar Paedagogia, XLV. évf. 1936. 7–8. sz. – Királyi Magyar Egyetemi Nyomda, Budapest, 1936
- Kultúrák találkozásáról és küzdelméről (ford.: Faragó László) – Franklin Nyomda, Budapest, 1940 (A Magyar-Német Társaság kiadványai)
- Erkölcsi akaraterőre való nevelés – Magyar Paedagogia, LII. évf., 1943. 3–4. sz.
- A pedagógiai géniusz; Eros (ford.: Faragó László) – Egyetemi Nyomda, Budapest, 1946
- A művelődés elmélete és az újhumanizmus/I – In.: Forrásmunkák a kultúra elméletéből (szerk.: Maróti Andor) – Tankönyvkiadó, Budapest, 1975
- Humboldt világnézete – [1975] – sokszorosított kézirat
- A megértő pszichológia – In. Pszichológiatörténeti szöveggyűjtemény I. – A kezdetektől a XIX-XX. század fordulójáig – Tankönyvkiadó, Budapest, 1989
- Az általános képzés és a szakképző iskola – In.: Válogatás a 20. század külföldi pedagógiai irodalmából (szerk.: Celler Zsuzsanna) – Országos Pedagógiai Könyvtár és Múzeum, Budapest, 1996
- Ideológia és tudomány – In.: Mannheim Károly (vál.: Felkai Gábor) – Új Mandátum Könyvkiadó, Budapest, 1999

### A magyarországi irodalomból
- Croner Elza: Spranger Ede személyisége és munkássága – Fordította és jegyzetekkel ellátta Kemény Ferenc – Bibliotéka, Bp., 1935
- Dékány István: Az emberi jellem alapformái (Kritikai bevezető egy ethikai karakterológiához Spranger bírálata alapján) – Athenaeum, 1932
- Joó Tibor: Spranger – Klny.: Protestáns Szemle, 1932
- Joó Tibor: Spranger történetfilozófiája – Athenaeum, 1932
- Kemény Gábor, Dr.: Spranger lélektana és ami abból következik – In: A cselekvés iskolája. Pedagógiai dolgozatok. III. évfolyam 1934–35. – Szerkesztő: Kratokfil Dezső – Gyakorló Polgári Iskola Könyvtára, Szeged 1936. – 444–454. p.
- Péter Zoltán: Bőhm (Károly) és Spranger – Acta Litterarum ac Scientiarum… Philosophia VIII. 2. Szeged, 1937
- Péter Zoltán: Spranger a pszichológus – Debrecen, 1933
- Révay József, gróf: Megjegyzések Spranger módszertanához. Kategória és típus – Athenaeum, 1935

#### Recenziókból
- Gyulai Ágost: Croner Elza: Spranger Ede személyisége és munkássága – Magyar Paedagogia, 1936
- Joó Tibor: – Croner Elza: Spranger Ede személyisége és munkássága (ford.: Kemény Ferenc) – Athenaeum, 1935
- k.f. (Kemény Ferenc): Spranger, Eduard: Pedagogik – Magyar Paedagogia, 1931
- k.f. (Kemény Ferenc): Spranger, Eduard: Pestalossis „Nachforschungen” – Magyar Paedagogia, 1935
- k.f. (Kemény Ferenc): Spranger, Eduard: Probleme der Kulturmorphologie – Magyar Paedagogia, 1936
- k.f. (Kemény Ferenc): Spranger, Eduard: Japanische Kulturfragen – Magyar Paedagogia, 1938
- Mester János: – E. Spranger: Psychologie des Jugendalters. – Athenaeum, 1925
- Noszlopi László: – E. Spranger: Lebensformen. – Athenaeum, 1924
- N. (oszplopi) L.(ászló): – Eduard Spranger: Az ifjúkor lélektana (ford.: Nagy Miklós és Péter Zoltán) – Athenaeum, 1929

### A magyarországi kapcsolatokról
- Klaus-Peter Horn: A magyar pedagógia recepciója Németországban a XX. század első felében – Magyar Pedagógia, 2002
- Mikonya György: Egy barátság töredékei – Prohászka Lajos és Eduard Spranger levelezése 1926–1963 – In: Kutatás és képzés – In honorem Orosz Gábor – Debrecen, Nyíregyháza, 2010
- Retter, E.: Ein Brief von Julius Kornis an Eduard Spranger – In: Retter, Hein és Meyer-Willner, Gerhard (szerk.): Zur Kritik und Neuorientierung der Pädagogik im 20. Jahrhundert – Festschrift für Walter Eisermann. Hildesheim, 1987
- Retter, Hein: Eduard Sprangers Beziehungen zu Ungarn. Der Briefwechsel mit Kemény, Kornis und Prohászka – Pädagogische Rundschau, 1987
- Zibolen Endre: Eduard Spranger magyarországi kapcsolatai – Magyar Pedagógia, 1988